# بیل اسلیتر
بیل اسلِیتر (به انگلیسی: Bill Slater) زادهٔ ۲۹ آوریل ۱۹۲۷ بازیکن فوتبال اهل انگلستان بود که سابقهٔ بازی در تیم ملی فوتبال انگلستان را در کارنامهٔ خود دارد. وی در تاریخ ۱۰ نوامبر ۱۹۵۴ نخستین بازی ملی خود را در مقابل تیم ملی فوتبال ولز انجام داد و با حضور در ۱۲ بازی ملی، در تاریخ ۹ آوریل ۱۹۶۰ واپسین بازی ملی‌اش را در برابر تیم ملی فوتبال اسکاتلند برگزار کرد. وی در ۱۸ دسامبر ۲۰۱۸ درگذشت.